# Пію білобровий
Пію білобровий (Hellmayrea gularis) — вид горобцеподібних птахів родини горнерових (Furnariidae). Мешкає в Андах. Це єдиний представник монотипового роду Білобровий пію (Hellmayrea), названого на честь австрійського орнітолога Карла Едуарда Геллмайра.

## Опис

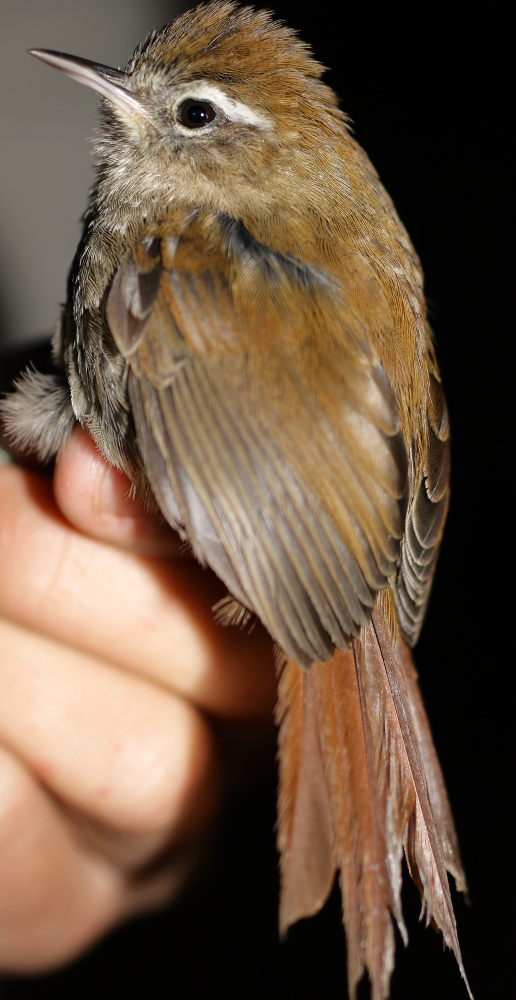
Білобровий пію

Довжина птаха становить 13—13,5 см. Верхня частина тіла рудувато-коричнева, хвіст рудий. Над очима білі «брови», обличчя і горло білі. Нижня частина тіла жовтувато-коричнева. Спів складається з серії високих, тонких нот, які завершуються треллю.

## Підвиди
Виділяють чотири підвиди:
- H. g. gularis (Lafresnaye, 1843) — Анди на заході Венесуели (південна Тачира), в Колумбії (всі три хребти), Еквадорі та Північному Перу (Кахамарка);
- H. g. brunneidorsalis (Phelps & Phelps Jr, 1953) — Сьєрра-де-Періха (північно-західна Колумбія і північно-східна Венесуела);
- H. g. cinereiventris (Chapman, 1912) — Кордильєра-де-Мерида (західна Венесуела);
- H. g. rufiventris (Berlepsch & Stolzmann, 1896) — Перуанські Анди (від Амазонаса на південь до Аякучо).

## Поширення і екологія
Білоброві пію мешкають у Венесуелі, Колумбії, Еквадорі і Перу. Вони живуть в підліску вологих гірських тропічних лісів Анд. Зустрічаються поодинці або парами, на висоті від 2300 до 3900 м над рівнем моря. Не приєднуються до змішаних зграй птахів. Живляться безхребетними, яких шукають серед моху і опалого листя.